# Dykes Peak
Der Dykes Peak ist ein 2220 m hoher Berg im Norden des ostantarktischen Viktorialands. In der Clare Range ragt er 6 km östlich des Skew Peak am Kopfende des Oberen Victoria-Gletschers auf.
Der United States Geological Survey kartierte ihn anhand eigener Vermessungen und Luftaufnahmen der United States Navy aus den Jahren von 1947 bis 1962. Das Advisory Committee on Antarctic Names benannte ihn 1974 nach dem Geographen Leonard Henry Dykes (1914–2005), der beinahe 20 Jahre lang verschiedenen Gremien der US-Regierung für Forschungsarbeiten in Antarktika angehörte.